# Australian Open
O Australian Open (no Brasil, Aberto da Austrália; em Portugal, Open da Austrália) é um torneio de tênis, da categoria Grand Slam, disputado em Melbourne, na Austrália.
Desde a primeira edição do Australian Open, em 1905, o torneio já foi disputado em seis cidades diferentes, até que foi transferido para a cidade de Melbourne, no ano de 1972. Em 1908, um estadunidense, Fred Alexander, tornou-se o primeiro estrangeiro a triunfar no Australian Open. A competição foi aberta às mulheres somente em 1922 [en]. Em 1988, a grama é abandonada em benefício de uma superfície sintética dura, o  Rebound Ace, uma superfície similar à do US Open, porém mais rápida. Em 2008, uma nova superfície é adotada pelo torneio, o Plexicushion, mudança vista pelos tenistas como uma melhoria, já que o Rebound Ace recebia muitas críticas de desempenho. Em 2020, o GreenSet tomou lugar.
Juntatente com o Torneio de Roland Garros, o Torneio de Wimbledon e o US Open, o Australian Open compõe os quatro torneios do Grand Slam. Em 1985, os organizadores do Australian Open decidem mudar as datas do torneio. A edição de 1986 não foi disputada. Desde sua criação, o torneio era disputado em dezembro, no final da temporada. Atualmente, é disputado no final do mês de janeiro, sendo o primeiro torneio do Grand Slam da temporada, já que foi o primeiro torneio do Grand Slam a possuir uma quadra beneficiada de um teto móvel, muito mais apropriada ao calor do verão australiano e possíveis chuvas.

## História

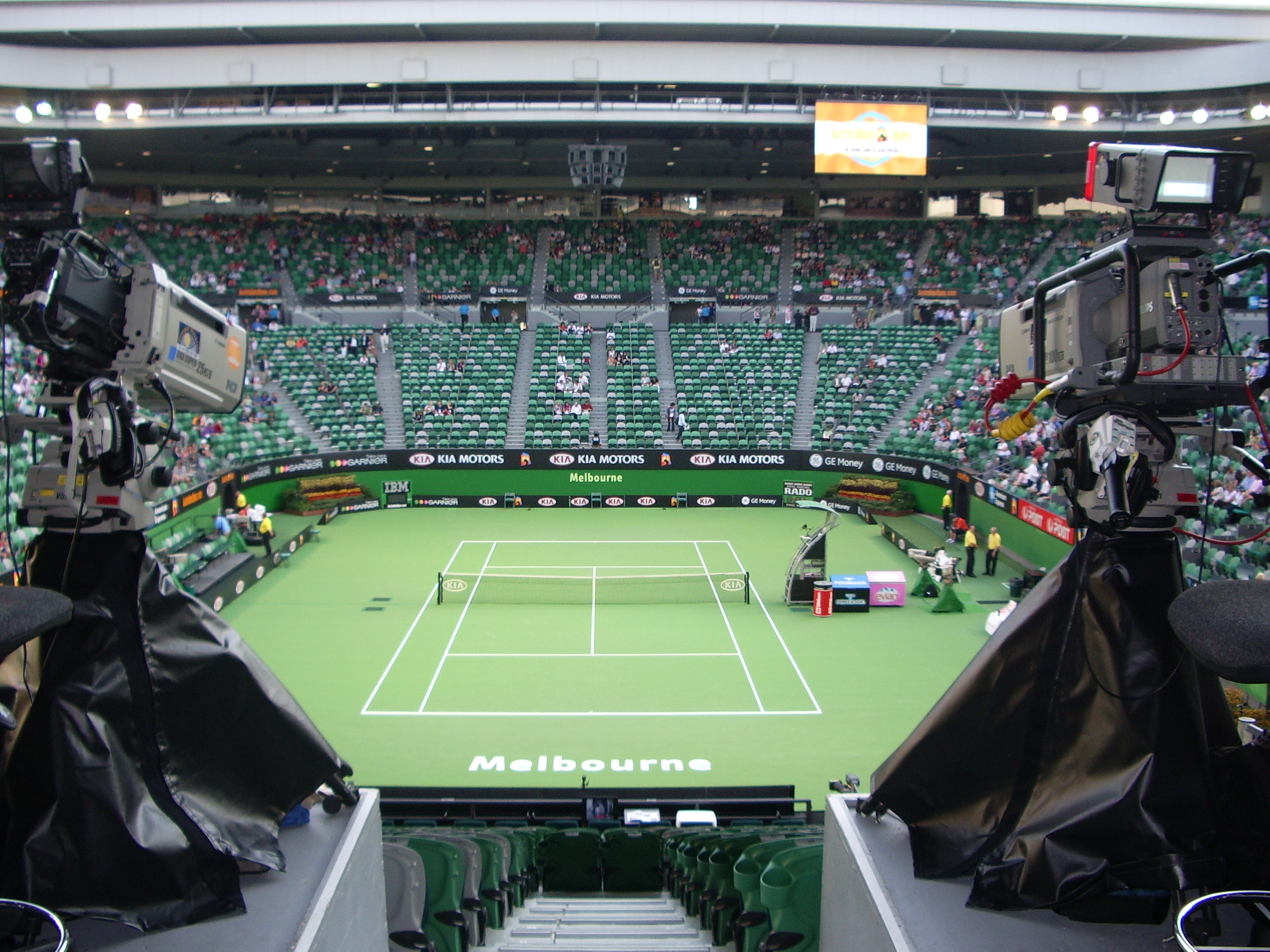
Interior da Rod Laver Arena em 2007.

O Australian Open é dirigido pela Tennis Australia, anteriormente conhecida como Lawn Tennis Association of Australia (LTAA), e foi o primeiramente jogado no Warehouseman's Cricket Ground [en] em Melbourne em 1905. Este espaço hoje é conhecido como o Albert Reserve Tennis Centre.
O torneio foi primeiramente conhecido como Australasian Championships e depois Australian Championships em 1927, e como  Australian Open somente em 1969. Desde 1905, o Australian Open esteve sediado em cinco cidades australianas e duas da Nova Zelândia: Melbourne (55 vezes), Sydney (17 vezes), Adelaide (14 vezes), Brisbane (7 vezes), Perth (3 vezes), Christchurch (1906) e Hastings (1912). Quando começou em 1905, o torneio não era designado como um Grand Slam de tênis, isto ocorreu somente em 1924, pela International Lawn Tennis Federation (ILTF) em um encontro de 1923. O comitê do torneio mudou sua estrutura, incluindo "cabeças de chave" pela primeira vez. Em 1972, foi decidido que seria sempre em Melbourne todos os anos devido à herança da cidade e facilidades. O torneio foi disputado no Kooyong Lawn Tennis Club [en] de 1972 até no novo complexo Melbourne Park ser erguido em 1988.
As novas facilidades do antigo Flinders Park visaram atender a demanda do torneio à capacidade do antigo estádio Kooyong. A mudança para o Melbourne Park trouxe um sucesso imediato, com um aumento de 90% de público em  1988 (266.436) com os antigos (140.000) do Kooyong.
Devido à localização e geografia esparsa da Austrália, muitos jogadores estrangeiros desistiam do torneio no inicio até meados do século XX, Uma viagem de barco da Europa para a Austrália demorava 45 dias, na década de 20. Os primeiros tenistas que começaram a participar foram os americanos na Copa Davis em 1946. Diante disso muitos não podiam viajar facilmente para o torneio, chegavam em Perth, do lado Oeste da Austrália e precisavem se deslocar até o lado leste com cerca 3 000 quilômetros (1 900 mi) entre as costas. Em Christchurch, em 1906, o pequeno torneio de padrão Grand Slam que foi disputado, teve apenas 10 tenistas, sendo dois australianos e 8 neozelandeses.

## Pontuação
Os pontos no ranking para homens (ATP) e mulheres (WTA) varia no Australian Open através dos anos, segue a lista atual de pontuação:
| Evento            | V    | F    | SF  | QF  | R16 | R32 | R64 | R128 | Q  | Q3 | Q2 | Q1 |
| Simples masculino | 2000 | 1200 | 720 | 360 | 180 | 90  | 45  | 10   | 25 | 16 | 8  | 0  |
| Duplas masculinas | 2000 | 1200 | 720 | 360 | 180 | 90  | 0   | —    | —  | —  | —  | —  |
| Simples feminino  | 2000 | 1300 | 780 | 430 | 240 | 130 | 70  | 10   | 40 | 30 | 20 | 2  |
| Duplas femininas  | 2000 | 1300 | 780 | 430 | 240 | 130 | 10  | —    | —  | —  | —  | —  |

## Finais
Finalistas do Australian Open, com seus campeões, vice-campeões e resultados, por evento:

### Profissional
Simples/Singulares
- Masculinas
- Femininas

Duplas
- Masculinas
- Femininas
- Mistas

### Juvenil
Simples
- Masculinas
- Femininas

Duplas
- Masculinas
- Femininas

### Cadeira de rodas
- Masculinas, femininas e tetraplegia (simples e duplas)